# Piovuta dal cielo
(Tagline del film)
Piovuta dal cielo (Forces of Nature) è un film del 1999 di Bronwen Hughes.
La pellicola è interpretata da Sandra Bullock e Ben Affleck, e mescola la commedia romantica con il road movie.

## Trama
New York. Ben e Bridget sono due giovani fidanzati ormai prossimi al matrimonio. Tuttavia, un problema familiare costringe Ben a posticipare la partenza per Savannah, la città natale della sposa, dove la coppia ha deciso di celebrare le nozze. Bridget parte così da sola, sicura che il suo futuro marito la raggiungerà a breve.
A pochi giorni dalla cerimonia, in aeroporto Ben conosce Sarah, anche lei diretta a Savannah. Sarah è una donna allegra e spigliata, completamente diversa da lui, un uomo composto e affidabile. Quando il loro aereo incappa in un guasto che lascia a terra tutti i passeggeri, Sarah, la quale lo ha preso in simpatia, lo convince ad accettare insieme un passaggio in auto da uno sconosciuto appena incontrato: la scelta si rivela presto infausta, poiché solo l'inizio di una serie di peripezie al termine delle quali i due si ritrovano sperduti, senza un soldo, a metà strada dalla loro meta.
Decisi ad arrivare a Savannah a ogni costo, durante i due interminabili giorni che seguono Ben e Sarah vivono una serie di avventure e sventure, soprattutto a causa del carattere fin troppo esuberante della ragazza, che sconvolgono la vita di Ben portandolo a dimenticare Bridget e il matrimonio, e facendolo avvicinare sempre più a Sarah.

## Produzione
Piovuta dal cielo è stato girato tra il 23 giugno e l'11 settembre 1998 in varie località degli Stati Uniti d'America, tra cui Beaufort, Chattanooga, Cherokee, Dillon, Jacksonville, North Bergen, Richmond, Savannah, Washington, l'Aeroporto internazionale di Washington-Dulles e Weehawken.

## Accoglienza

### Critica
Il film ha ottenuto una percentuale di feedback del 47% (positiva), secondo il sito Rotten Tomatoes. Secondo il sito Metacritic invece il film riceve il 46%, su una base di 26 recensioni, di cui 8 sono positive.
Vari critici hanno trovato legami tra Piovuta dal cielo e altri road movie del passato, come Accadde una notte, Susanna!, Ma papà ti manda sola? e Un biglietto in due.

### Incassi
La pellicola ha debuttato al primo posto al box office statunitense con un incasso di circa 13 500 000 dollari, posizione che ha mantenuto per due settimane consecutive. L'incasso totale negli Stati Uniti è stato di circa 52 800 000 dollari. Aggiungendo i circa 41 000 000 di dollari di ricavi internazionali, la cifra è salita a circa 93 800 000 dollari di incasso globale, a fronte di un budget di produzione di circa 75 000 000 di dollari.

## Riconoscimenti
Piovuta dal cielo si è aggiudicato 1 Teen Choice Awards e 1 Blockbuster Entertainment Award, ottenendo varie altre candidature:
- 1999 - Teen Choice Awards
  - Choice Hissy Fit a Sandra Bullock
- 2000 - Blockbuster Entertainment Awards
  - Miglior attore in un film commedia/romantico a Ben Affleck
  - Nomination Miglior attrice in un film commedia/romantico a Sandra Bullock
  - Nomination Miglior attore non protagonista in un film commedia/romantico a Steve Zahn
  - Nomination Miglior attrice non protagonista in un film commedia/romantico a Maura Tierney
- 2000 - Nickelodeon Kids' Choice Awards
  - Nomination Miglior attrice a Sandra Bullock
  - Nomination Miglior coppia a Sandra Bullock e Ben Affleck

## Edizioni home video
Piovuta dal cielo è uscito in DVD-Video, il 6 luglio 2006 in Spagna, Portogallo e Francia. L'edizione contiene le immagini delle riprese, il trailer cinematografico e le note di produzione.